# Розен, Владимир Иванович
Барон Влади́мир Ива́нович Ро́зен (1742—1790) — генерал-поручик екатерининской эпохи из рода Розенов, командир Кубанского егерского корпуса.

## Биография
Родился в Ревеле 6 января 1742 года — сын барона Иоганна Христиана Розена и его 2-й жены Шарлотты Доротеи, урождённой Врангель.
В службе находился с 8 марта 1758 года, будучи записан солдатом в гвардию, где в 1759 году произведён в капралы, а в 1762 году — в фурьеры и далее в каптенармусы, сержанты и, наконец, 2 августа 1762 года — в прапорщики; 9 апреля 1763 года выпущен был в армию с чином секунд-майора. Произведённый 10 декабря 1764 года в премьер-майоры, барон Розен участвовал в последней кампании Семилетней войны и в 1765 и 1766 годах сражался в Польше против конфедератов.
С открытием в 1768 году кампании против турок Розен выступил на Дунай и был при взятий Хотина и в других делах. 1 января 1770 года он был произведён в подполковники Бутырского пехотного полка; в этом же году, за отличие в сражениях, он награждён был 27 июля 1770 года орденом Св. Георгия 4-й степени (№ 15 по кавалерским спискам Судравского и Григоровича — Степанова)
За оказанную храбрость в сражении с неприятелем 7 июля 770 года при реке Ларге и овладение ретраншаментом и батареей.
Затем он был при поражении турок при Бухаресте, при взятий Журжи, в сражении при устье реки Яломицы 3 июня 1771 года и в других делах: у Силистрии, на Дунае, у Гирсова, у Базарджика, Козлуджи, под Шумлой в июне 1774 года, где с бывшими под его командой гусарскими, пикинёрными и донскими полками прогнал неприятеля до крепости, а потом, с порученным ему деташементом, был в делах близ Силистрии и других, до заключения мира.
17 марта 1774 года барон Розен был произведён в полковники и назначен в Острогожский гусарский полк. В 1775 году он был в экспедиции при бывшей Запорожской Сечи. В 1776 году он находился в зимней экспедиции на Кубани с отделенными под его команду деташементами при крымском хане Тагин-Гирее, «для приведения под державу Его Светлости» татарских орд, намеревавшихся отложиться из-под его власти, и был при занятии татарских городков и Тамани.
В 1777 году он находился при занятии Некрасовских селений, а потом, «во все время будучи во всегдашних с полком оборотах против неприятельских набегов», был в сражениях с горскими черкесами, переправившимися из-за Кубани; также и в 1778 году он был в постоянных делах с горцами.
1 января 1779 года был награждён чином бригадира (в том же Острогожском гусарском полку), 24 ноября 1780 года был произведён в генерал-майоры, а 22 декабря 1784 года награждён орденом Св. Анны 1-й степени. В 1785 году барон Розен состоял в Екатеринославской армии, командуя легкоконными Острогожским и Украинским полками.
Когда, в конце 1785 году, возник на Кавказе Кубанский егерский корпус из двух пехотных полков — Бутырского и Селенгинского, назначенных Потёмкиным, — то часть войск была поручена барону Розену, и он, начальствуя ими, принимал деятельное участие в военных действиях на Кубани во время второй русско-турецкой войны.
В 1787 году он действовал на Кубани, а 14 апреля 1789 года был произведён в генерал-поручики и считался под начальством Потёмкина, входя в состав его соединённой армии. 11 июня 1789 года он был назначен, на место генерала Талызина, командиром Кубанского корпуса.
В июле 1789 года Потёмкин предписал ему занять Тамань, чтобы тем «уничтожить все препятствия и покушения неприятельские»; барон Розен успешно исполнил это, после чего ему приказано было 22 сентября возвратиться на правый берег Кубани в распоряжение командующего всей Кубанской армией графа И. П. Салтыкова и поспешить затем с вверенными ему войсками на выручку русских войск, терпящим бедствие под Анапой. Ордером князя Потемкина барону Розену от 23 февраля 1790 года последнему было приказано «отправиться к войскам, прежний Кавказский корпус составляющим, и, вступя в командование оных, принять от господина генерал-поручика и кавалера Бибикова все дела, оставшиеся от господина генерал-аншефа и кавалера графа Салтыкова», а войска Кубанского егерского корпуса, над которыми он начальствовал, сдать старшему после себя генералу.
В августе 1790 года ему опять велено было двинуться к Тамани, но затем это распоряжение было отменено, и ему приказано было идти, с графом де Бальменом, на сераскира Батал-пашу, двинувшегося с Кавказа к Кубани. Розен двинулся вверх по Кубани, разоряя аулы и гоня горцев, но в октябре получил известие, что Батал-паша разбит и взят в плен генералом Германом.
Вскоре, 17 декабря 1790 года, барон Розен, вернувшись из похода, скончался в Нахичевани-на-Дону; погребен он возле храма в Ростове-на-Дону.
Узнав о его смерти, императрица Екатерина II писала Потёмкину 22 января 1791 года: «О смерти генерал-поручика Розена весьма жалею и почитаю её потерей». Барон Розен под конец жизни числился шефом Владимирского драгунского полка.

## Семья
Был женат на Олимпиаде Фёдоровне Раевской.
Один из его сыновей, барон Григорий Владимирович, был командиром Отдельного Кавказского корпуса, другой — барон Александр Владимирович — генерал-майором и командиром 3-й драгунской дивизией; они оба с отличием участвовали в войнах против Наполеона.